# Walterinnesia aegyptia
Walterinnesia aegyptia är en ormart som beskrevs av den franske zoologen och herpetologen Fernand Lataste 1887. Walterinnesia aegyptia ingår i släktet Walterinnesia, och familjen giftsnokar. IUCN kategoriserar arten globalt som livskraftig. Den ansågs länge som ensam art i sitt släkte. 2007 beskrevs en ny art som upptäckts i den östliga delen av utbredningsområdet, W. morgani. 
Inga underarter finns listade.
Arten har sin utbredning från nordvästra Egypten (även i Nildeltat och Sinai), österut till södra och östra Israel och stora delar av Jordanien och Saudiarabien. Den förekommer från havsnivå och ändå upp till 1500 meter över havet (Sinai).

## Habitat
W. aegyptia är en anpassningsbar art som återfinns i stenöken och stäppområden, men även i jordbruksområden och oaser. Arten har spridit sig via bevattningskanaler. Ormen verkar återfinnas där det finns kolonier av Uromastyx-ödlor (Baha El Din , Egan 2007).

## Bildgalleri

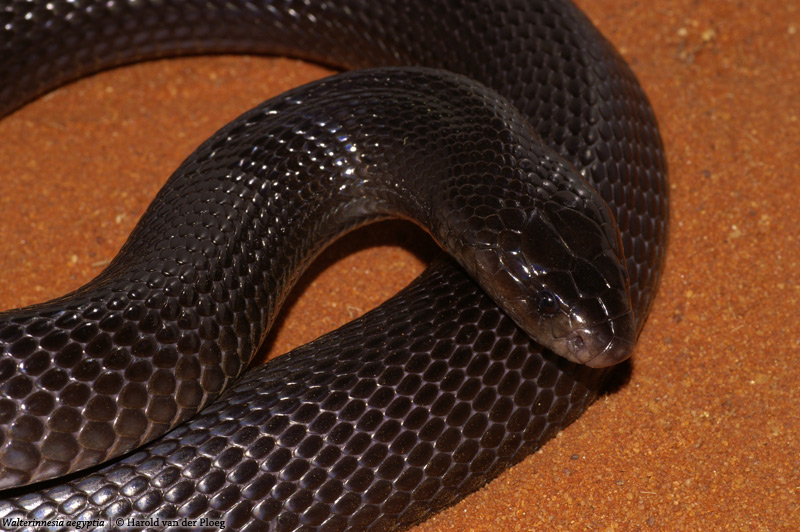
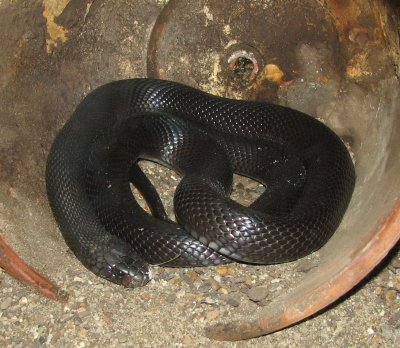